# سوپر جام فوتبال مولداوی
 سوپر جام فوتبال مولداوی  
(به مولداویایی: Supercupa Moldovei) مسابقه‌ای است که سالانه مابین قهرمان لیگ ملی فوتبال مولداوی و قهرمان جام حذفی فوتبال مولداوی برگزار می‌شود.
باشگاه فوتبال شریف تیراسپول با ۳ قهرمانی پرافتخارترین تیم‌ این سری مسابقات به حساب می‌آید.